# Дивное (Симферопольский район)
Ди́вное (до 1948 года Казанчи́; укр. Дивне, крымскотат. Qazançı, Къазанчы) — село в Симферопольском районе Республики Крым, входит в состав Широковское сельское поселение (согласно административно-территориальному делению Украины — Широковского сельского совета Автономной Республики Крым).

## Население
| 2001 | 2014 |
| ---- | ---- |
| 89   | ↘51  |

Всеукраинская перепись 2001 года показала следующее распределение по носителям языка
| Язык             | Процент |
| ---------------- | ------- |
| русский          | 84,27   |
| украинский       | 8,99    |
| белорусский      | 3,37    |
| крымскотатарский | 1,12    |

### Динамика численности
| - 1900 год — 10 чел. - 1915 год — 188 чел. - 1926 год — 19 чел. - 1939 год — 89 чел. | - 1989 год — 60 чел. - 2001 год — 89 чел. - 2009 год — 87 чел. - 2014 год — 51 чел. |

## Современное состояние
В Дивном 2 улицы, площадь, занимаемая селом, 26 гектаров, на которой в 31 дворе, по данным сельсовета на 2009 год, числилось 87 жителей.

## География
Село Дивное расположено на севере района, в степной зоне Крыма, высота центра над уровнем моря — 101 м. Расстояние до Симферополя — около 36 километров, в 4 км к востоку, по шоссе Н510 автодорога А002 граница с Украиной — Симферополь — Ялта (по украинской классификации М-18 Харьков — Симферополь); ближайшая железнодорожная станция (и село Пролётное) Пролётная — в 3 километрах. Другие соседние сёла: на востоке Новоандреевка — около 1 км, в 4 км южнее Журавлёвка и Сумское — примерно 3 км к западу.

## История
Изначально старинное селение Казанчи располагалось, примерно, в 1 км к юго-западу от современного. Его первое документальное упоминание встречается в Камеральном Описании Крыма… 1784 года, судя по которому, в последний период Крымского ханства Казанчи (записано как Казанджи) входил в Акмечетский кадылык Акмечетского каймаканства. После присоединения Крыма к России (8) 19 апреля 1783 года, (8) 19 февраля 1784 года, именным указом Екатерины II сенату, на территории бывшего Крымского Ханства была образована Таврическая область и деревня была приписана к Евпаторийскому уезду. После Павловских реформ, с 1796 по 1802 год, входила в Акмечетский уезд Новороссийской губернии. По новому административному делению, после создания 8 (20) октября 1802 года Таврической губернии, Казанчи территориально относился к Тулатскои волости Евпаторийского уезда, но население, видимо, покинуло деревню во время массовых эмиграций крымских татар в Османскую империю, потому как в Ведомости о волостях и селениях, в Евпаторийском уезде с показанием числа дворов и душ… от 19 апреля 1806 года деревня не упомянута. На военно-топографической карте генерал-майора Мухина 1817 года обозначен Казанчи с 4 дворами, но уже в «Ведомости о казённых волостях Таврической губернии 1829 года» в составе Темешской волости деревня среди жилых не значится и на карте 1836 года Казанчи обозначены, как развалины, а на карте 1865 года не обозначены вовсе, как и на подробной карте 1892 года.
Возрождено селение крымскими немцами, как поместье, или хутор, в составе Камбарской волости Евпаторийского уезда в конце XIX века. По «…Памятной книжке Таврической губернии на 1900 год» в усадьбе Казанчи числилось 10 жителей в 1 дворе. По Статистическому справочнику Таврической губернии. Ч.II-я. Статистический очерк, выпуск пятый Евпаторийский уезд, 1915 год, в деревне Казанчи 1-я и 2-я части Камбарской волости Евпаторийского уезда числилось 21 двор (все дворы с землёй) со смешанным населением в количестве 122 человека приписных жителей и 30 — «посторонних», из которых 83 мужчины и 69 женщин. Жители владели 1228 десятинами удобной земли. В хозяйствах имелось 85 лошадей, 68 волов, 26 коров и 214 голов мелкого скота Также числился хутора Казанчи Клемберта (3 двора, 23 «посторонних» жителя-немца) и Китай-Казанчи Нейфельда (1 двор, 7 «посторонних» немцев). Согласно списку 1915 года «…русских подданных из австрийских, венгерских или германских выходцев» землевладельцев, опубликованном в газете «Таврические губернские ведомости» в апреле 1915 года, при деревне Казанчи значатся братья Рапп: Конрад Эммануилович, имевший 109 десятин земли и Яков Эмануилович — 150 дес., а также Нейфельд Эмилия Августовна владевшая 400 десятинами.
После установления в Крыму Советской власти, по постановлению Крымревкома от 8 января 1921 года была упразднена волостная система и село включили в состав вновь созданного Сарабузского района Симферопольского уезда, а в 1922 году уезды получили название округов. 11 октября 1923 года, согласно постановлению ВЦИК, в административное деление Крымской АССР были внесены изменения, в результате которых был ликвидирован Сарабузский район и образован Симферопольский и село включили в его состав. В Списке населённых пунктов Крымской АССР по Всесоюзной переписи 17 декабря 1926 года записан совхоз Казанчи Ново-Андреевского сельсовета Симферопольского района с населением 19 человек, из которых было 10 белорусов, по 3 немца, русских и украинца, по переписи 1939 года — в селе жило 89 человек.
Постановлением КрымЦИКа от 15 сентября 1930 года был вновь создан Биюк-Онларский район (указом Президиума Верховного Совета РСФСР № 621/6 от 14 декабря 1944 года переименованный в Октябрьский), теперь как немецкий национальный (лишённый статуса национального постановлением Оргбюро ЦК КПСС от 20 февраля 1939 года и Казанчи, вместе с Ново-Андреевским сельсоветом, отнесли к новому району.
После освобождения Крыма, 18 мая 1944 года, 12 августа 1944 года было принято постановление № ГОКО-6372с «О переселении колхозников в районы Крыма», по которому в район из Винницкой и Киевской областей переселялись семьи колхозников. С 25 июня 1946 года Казанчи в составе Крымской области РСФСР, а 18 мая 1948 года, указом Президиума ВС РСФСР, Казанчи переименовали в Дивное. 26 апреля 1954 года Крымская область была передана из состава РСФСР в состав УССР. Время включения в состав Амурского сельского совета сельсовета пока не установлено: на 15 июня 1960 года село уже числилось в его составе.
Указом Президиума Верховного Совета УССР «Об укрупнении сельских районов Крымской области», от 30 декабря 1962 года Октябрьский район упразднили, Дивное, вместе с сельсоветом, присоединили к Красногвардейскому району, а 1 января 1965 года, указом Президиума ВС УССР «О внесении изменений в административное районирование УССР — по Крымской области», включили в состав Симферопольского. Решением Крымоблисполкома от 29 июня 1979 года образован Широковский сельсовет, в который вошло село. По данным переписи 1989 года в селе проживало 37 человек. С 12 февраля 1991 года село в восстановленной Крымской АССР, 26 февраля 1992 года переименованной в Автономную Республику Крым. С 21 марта 2014 года в составе Крыма аннексировано Россией.